# Poema sinfonico
Il poema sinfonico è una composizione musicale per orchestra,  di ampio respiro, che sviluppa musicalmente un'idea poetica, ispirata alle più svariate occasioni extra-musicali: un'opera letteraria in versi (Les Préludes di Franz Liszt) o in prosa (Don Chisciotte di Richard Strauss), un'opera figurativa o filosofica (Così parlò Zarathustra di Richard Strauss), un omaggio a luoghi od occasioni particolari (Le fontane di Roma, I pini di Roma, Feste romane di Ottorino Respighi), ma anche una puramente libera intuizione del compositore (Una saga di Jean Sibelius).

## Caratteristiche e storia
È in sintesi un particolare tipo di composizione orchestrale, suddiviso in movimenti (Così parlò Zarathustra di Strauss) oppure no (Les Preludes di Liszt),  e spesso figurativamente molto chiaro: sono evidenti le immagini che il compositore vuole suggerire, attraverso il cambio di registro, di timbro e di intensità sonora.
È una derivazione diretta della musica a programma che fu una delle forme predilette dai musicisti romantici, ad esempio Hector Berlioz nella sua Sinfonia fantastica e nell'Aroldo in Italia.
Tra i musicisti che più svilupparono questo tipo di composizione si devono citare tra gli altri: Liszt (che coniò il termine), Čajkovskij, Dvořák, Richard Strauss, Smetana, Sibelius e Respighi.
Smetana in particolare compose La mia patria (1873-1879), opera in cui confluiscono ben sei poemi sinfonici.

## Esempi di poemi sinfonici
- Tasso. Lamento e trionfo (1848) di Franz Liszt
- Una notte sul Monte Calvo (1867) di Modest Musorgskij
- Danza macabra (1874) di Camille Saint-Saëns
- Ouverture 1812 (1880) di Pëtr Il'ič Čajkovskij
- Morte e Trasfigurazione (1889),
I tiri burloni di Till Eulenspiegel (1895) e
Così parlò Zarathuštra (1896) di Richard Strauss
- La strega di mezzogiorno (1896) di Antonín Dvořák
- L'apprendista stregone (1897) di Paul Dukas
- Finlandia (1899) di Jean Sibelius
- L'isola dei morti (1908) di Sergej Rachmaninov
- Trilogia romana (1916-28) di Ottorino Respighi
- Pacific 231 (1923) di Arthur Honegger
- Sardegna (1933) di Ennio Porrino
- Cantabile (2004-09) di Frederik Magle